# 傅鸿宾
傅鸿宾（1924年7月9日—1987年3月14日），又名法清，学堃，河北省大城县大尚屯镇傅家庄村人。中华人民共和国政治人物。
早年供职于中国交通建设企业总公司天津分公司，担任工程队瓦工组长，后获得全国劳动模范、全国先进生产者称号。1954年，当选为第一届全国人大代表。文化大革命期间受到迫害，1987年去世。